# 中村慈
中村 慈（なかむら めぐみ、6月22日 - ）は、日本の女性声優。静岡県出身。プロダクション・エース所属。

## 人物
特技として、野球スコア付け、趣味として、野球観戦とドライブをそれぞれ挙げている。資格として、普通自動車免許と色彩検定2級をそれぞれ持つ。方言は静岡弁。
AMG坂本歌劇団のメンバーであり、アーティストとしても活躍。

## 出演

### テレビアニメ
2016年
- 私がモテてどうすんだ（おかあさん）

2017年
- 僕の彼女がマジメ過ぎるしょびっちな件（大森一華）

2018年
- レイトン ミステリー探偵社 〜カトリーのナゾトキファイル〜（人形たち、子供たち、アレシア）

2020年
- BNA ビー・エヌ・エー（獣人、アナウンサーの声）
- THE GOD OF HIGH SCHOOL ゴッド・オブ・ハイスクール（観客）

2021年
- はたらく細胞BLACK（脳細胞〈オペレーター〉、白血球〈好中球〉）
- WAVE!!〜サーフィンやっぺ!!〜（マサキの母）

2023年
- AYAKA -あやか-（母親、おばちゃんB、女性A、島民A、おばさんA）
- ゾン100〜ゾンビになるまでにしたい100のこと〜（奥女性ゾンビ）

2024年
- リンカイ!（女子アナウンサー、女性アナウンサー）
- デート・ア・ライブV（アイリーン・フォックス）

2025年
- アラフォー男の異世界通販（囚われの女性、町人、騎士B）
- TO BE HERO X（ナイスのファン）

### 劇場アニメ
- WAVE!!〜サーフィンやっぺ!!〜（2020年、マサキの母親[11]） - 3部作 / 2021年にテレビアニメ（完全版）が放送[12]

### Webアニメ
- 終末のワルキューレ（2021年）

### ゲーム
- アサシン クリード オリジンズ（2017年）

### 吹き替え

#### 映画
2017年
- ダークレイン（ローザ）
- グラウンドブレイク 都市壊滅
- フォービドゥン/呪縛館
- ラスト・クライム 華麗なる復讐
- 霊幻道士 こちらキョンシー退治局（M〈ボンディ・チュウ〉）
- バタリオン ロシア夫人決死隊VSドイツ軍

2018年
- ザ・ボディガード（ダニ〈ベロニカ・エチェーギ〉）　
- オンネリとアンネリのおうち（バラの木夫人）

2019年
- オンネリとアンネリのふゆ（バラの木夫人）

2020年
- オンネリとアンネリのひみつのさくせん（バラの木夫人、ヘイキ）
- クリスマスドロップ作戦 ～南の島に降る奇跡～
- モーリス（エイダ、少年モーリス）※ムービープラス版

2021年
- パラサイト 半地下の家族（女性記者）※日本テレビ版
- ホーム・スイート・ホーム・アローン

2022年
- クレイグスリスト・キラー（ケイト〈キャンディス・パットン〉）
- 355（トマスの弟）
- 20世紀のキミ（ナ・ボラ〈キム・ユジョン〉
- ザ・ビーチ（ジェーン〈マリアン・ナゲル〉）
- ハロウィンの呪文 ～ブリッジホローは大騒ぎ!?～（女性）

2023年
- 俺の過ち（ベティ〈イブ・ライアン〉）
- ユー・アー・ノット・マイ・マザー（アンジェラ〈キャロリン・ブラッケン〉）

2024年
- アンダードッグス（ゴースト〈カイラ・ダヴィラ〉）
- 俺の過ち（ベティ〈イブ・ライアン〉）
- 旅の先に

2025年
- カージャッカーズ

#### ドラマ
2018年
- サブリナ: ダーク・アドベンチャー（ミルドレッド）
- レジデント 型破りな天才研修医（ジェシカ）

2019年
- LAW & ORDER:性犯罪特捜班（デニース、フレイジャー）

2020年
- レポーター・ガール〈ブリジット・ジェンセン〈アビー・ミラー〉）

2021年
- サルファー・スプリングスの秘密（ハーパー〈カイリー・カラン〉）
- レイズド・バイ・ウルヴス/神なき惑星（キャンピオン〈ウィンタ・マクグラス〉）
- モダン・ラブ2（ケイティ〈ルールー・ウィルソン〉）

2022年
- 未成年裁判（ホ・チャンミ弁護士、チヒョン刑事他）
- 僕の失恋サバイバル術（ルシア〈パメラ・アルマンザ〉）
- クロエ（タラ、エディ）
-  プリティ・リーグ (2022年のテレビドラマ)（シャーリー〈ケイト・バーラント〉）
- まほうのレシピ シーズン2

2023年
- ドクターフー: スター・ビースト
- マスクガール（アルム〈ジョンファ〉 他）
- 1883
- 1923
- ザ・ヴィレッジ 呪われた村（マヤ 他）

2024年
- ポーカー・フェイス（ナタリー〈ダーシャ・ポランコ〉他、番組レギュラー）
- タッカンジョン（ミナ〈キム・ユジョン〉）
- 青春ウォルダム 呪われた王宮
- ドクターフー #4（マンデー）
- マッドネス（カリー〈ガブリエル・グラハム〉）

2025年
- 恋するムービー（幼少期のムビ）

#### アニメ
- バンジのにゃむにゃむ日記（ダンジ、ヨンモッ）
- プリンセス・マヤと3人の戦士たち（ピチュ）
- マジック・スクール・バス:リターンズ（アーノルド・パールスタイン〈マイルス・コセレチ・ビエイラ〉）
- ミラキュラス レディバグ&シャノワール: ザ・ムービー
- ファイヤーバディ（ベス・バヤニ）

#### ボイスオーバー
- ゾンビバース（2023年、福富つき）
- 脱出おひとり島（天の声 マスター）
- プロジェクト・ランウェイ19（サブリナ）

### 朗読
- バレエ×声優“セリフ付き”バレエ『ジゼル』（2019年5月26日、ティアラこうとう） - バチルド 役[18]

### イベント
- きみと見た星の物語” 冬のダイヤモンド（2019年、コニカミノルタプラネタリウム）[13]

## ディスコグラフィ

### タイアップ曲
| 楽曲       | タイアップ                                    | 時期   |
| ---------- | --------------------------------------------- | ------ |
| arcana     | 映画『人狼ゲーム クレイジーフォックス』主題歌 | 2015年 |
| ラヴァーズ | 映画『人狼ゲーム ラヴァーズ』主題歌           | 2017年 |

### 歌手参加作品
| 発売日        | 商品名                                       | 歌                  | 楽曲             | 備考                               |
| ------------- | -------------------------------------------- | ------------------- | ---------------- | ---------------------------------- |
| 2015年5月23日 | ドラマ「猫侍 SEASON2」主題歌「我が道よ2015」 | AMG坂本★猫侍★歌劇団 | 「我が道よ2015」 | テレビドラマ「猫侍 SEASON2」主題歌 |